# One Night in Bangkok
Pour l'album de Sodom, voir One Night in Bangkok (album).
Singles de Murray Head
Maman
(1982) When You're in Love
(1984)
One Night in Bangkok est un single du chanteur britannique Murray Head, paru en octobre 1984. Extrait de l'album-concept pour la comédie musicale Chess, le titre est écrit par Tim Rice et Björn Ulvaeus et composé par Benny Andersson et Björn Ulvaeus, One Night in Bangkok est interprété par  Murray Head pour les couplets et par le chanteur et auteur-compositeur suédois Anders Glenmark (en) pour les chœurs.
Pour rappel, Murray Head et Tim Rice se connaissent bien puisque lorsque Rice a écrit Jesus Christ Superstar, c'est Murray qui fut choisi pour occuper  le rôle en chansons de Judas Iscariot.

## Paroles et musique
La version complète de la chanson commence par une introduction orchestrale, intitulée « Bangkok », de style oriental. Cela sert d'introduction à l'acte 2 de l'album musical original, alimentant le premier couplet de « One Night in Bangkok » lui-même avec un changement brusque de style musical. 
La chanson principale a un style pop, dont les paroles décrivent la capitale thaïlandaise et sa vie nocturne dans le contexte d'un match d'échecs. Dans l'album concept original de la comédie musicale, l'artiste suédois Anders Glenmark a chanté dans le refrain, tandis que les couplets sont un rap interprété à l'origine par Murray Head en tant que grand maître américain des échecs, un personnage connu sous le nom de Frederick « Freddie » Trumper dans les versions mises en scène. Dans ces versions, un ensemble musical interprète les chœurs. Alors que ceux-ci vantent la réputation et l'atmosphère excitante de Bangkok, les couplets américains ridiculisent la ville, décrivant ses attractions - le quartier rouge (Soi Cowboy), la rivière Chao Phraya (« vieille rivière boueuse »), Wat Pho (« Bouddha couché ») - comme moins intéressant pour lui qu'une partie d'échecs. Ces dénonciations sarcastiques ont conduit l'Organisation thaïlandaise des communications de masse à interdire la chanson en 1985, affirmant que ses paroles « suscitent l'incompréhension de la société thaïlandaise et montrent un manque de respect envers le bouddhisme ».
Les paroles mentionnent l'acteur Yul Brynner, environ six mois avant sa mort, qui avait joué le roi de Siam dans la comédie musicale de Broadway et le film de 1956 The King and I (également interdit en Thaïlande). D'autres références liées à la Thaïlande dans les paroles incluent celles de l'ancien nom de la Thaïlande (« Siam »), kathoeys (« Vous trouverez un dieu dans chaque cloître doré - Et si vous avez de la chance, alors le dieu est une femme »), et l'Hôtel Oriental Hotel (les filles « sont installées dans la suite Somerset Maugham », à laquelle le couplet répond  « Je reçois mes coups de pied au-dessus de la taille, soleil »).
La « station thermale tyrolienne » mentionnée au début de la chanson fait référence à Merano dans la région du Tyrol du Sud en Italie, site de l'acte 1 de la comédie musicale et lieu du championnat du monde d'échecs en 1981. Elle mentionne également trois endroits où des tournois d'échecs se déroulaient auparavant. : Islande (1972); les Philippines (1975 et 1978) ; et Hastings, Royaume-Uni (Hastings International Chess Congress).
Dans la production londonienne originale de Chess, le décor de la chanson est une interview de Freddie, qui est à Bangkok pour servir d'analyste télévisé pour un match impliquant son rival, champion du monde et transfuge russe Anatoly Sergievsky. Dans la production originale de Broadway de la comédie musicale, la chanson n'apparaît pas au début de l'acte 2, mais plutôt au milieu de l'acte 1, alors que dans cette version, le championnat du monde de Freddie contre Anatoly a lieu à Bangkok.

## Crédits
- Murray Head : chant
- Lasse Wellander : guitare
- Rutger Gunnarsson : basse
- Björn Jarsson Lindh (en) : flûte traversière
- Per Lindvall : batterie
- Anders Glenmark (en), Karin Glenmark (en) : choristes
- Benny Andersson and Anders Eljas : arrangements
- Anders Eljas (en) : direction de l'orchestre

## Production
- Michael B. Tretow : ingénieur
- Benny Andersson, Björn Ulvaeus, Tim Rice : production

## Classements et certifications
| Classement (1984–1985)                          | Meilleure position |
| ----------------------------------------------- | ------------------ |
| Afrique du Sud (Springbok Radio)                | 1                  |
| Allemagne (Media Control AG)                    | 1                  |
| Australie (Kent Music Report)                   | 1                  |
| Autriche (Ö3 Austria Top 40)                    | 2                  |
| Belgique (Flandre Ultratop 50 Singles)          | 1                  |
| Belgique (Flandre VRT Top 30)                   | 1                  |
| Canada (CHUM)                                   | 4                  |
| Canada (Adult Contemporary Tracks)              | 1                  |
| Canada (Top Singles)                            | 3                  |
| Espagne (AFYVE)                                 | 1                  |
| États-Unis (Billboard Hot 100)                  | 3                  |
| États-Unis (Cash Box)                           | 4                  |
| États-Unis (Hot Black Singles)                  | 89                 |
| États-Unis (Hot Dance/Disco)                    | 5                  |
| États-Unis (Hot Dance Music/Maxi-Singles Sales) | 8                  |
| Europe (Eurochart Hot 100)                      | 1                  |
| France (SNEP)                                   | 2                  |
| Irlande (IRMA)                                  | 7                  |
| Italie (FIMI)                                   | 9                  |
| Norvège (VG-lista)                              | 3                  |
| Nouvelle-Zélande (RMNZ)                         | 2                  |
| Pays-Bas (Nederlandse Top 40)                   | 2                  |
| Pays-Bas (Single Top 100)                       | 1                  |
| Pologne (LP3)                                   | 7                  |
| Royaume-Uni (UK Singles Chart)                  | 12                 |
| Suède (Sverigetopplistan)                       | 3                  |
| Suisse (Schweizer Hitparade)                    | 1                  |

| Classement (1985)                | Position |
| -------------------------------- | -------- |
| Afrique du Sud (Springbok Radio) | 2        |
| Australie (Kent Music Report)    | 15       |
| Autriche (Ö3 Austria Top 40)     | 13       |
| Belgique (Flandre Ultratop 50)   | 12       |
| Canada (Top 100 Singles)         | 17       |
| États-Unis (Billboard Hot 100)   | 54       |
| États-Unis (Cash Box)            | 42       |
| France (SNEP)                    | 25       |
| Italie (FIMI)                    | 42       |
| Pays-Bas (Nederlandse Top 40)    | 33       |
| Pays-Bas (Single Top 100)        | 29       |
| Suisse (Schweizer Hitparade)     | 8        |

| Pays             | Certification | Date         | Ventes  |
| ---------------- | ------------- | ------------ | ------- |
| Allemagne (BVMI) | Or            | 1985         | 250 000 |
| Canada (CRIA)    | Platine       | 1er mai 1985 | 100 000 |
| France (SNEP)    | Argent        | 1984         | 413 000 |